# Budgewoi Lake
Le Budgewoi Lake est un lac faisant partie d'un ensemble de trois lagunes côtières situées sur la Central Coast de Nouvelle-Galles du Sud (Australie).

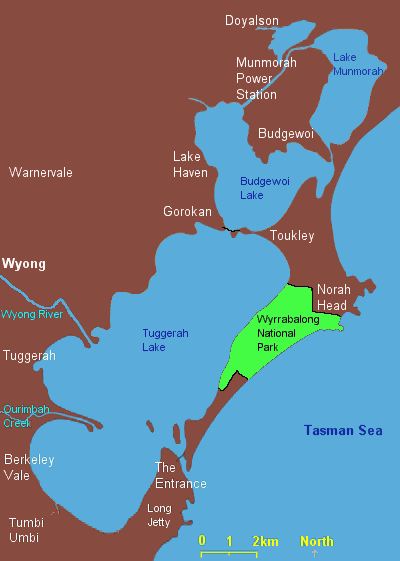
Le Budgewoi Lake au nord du Tuggerah Lake.

Sa superficie est de 1 400 hectares.